# La Cogulla (paratge)
La Cogulla és un paratge del terme municipal de Conca de Dalt, a l'antic terme d'Hortoneda de la Conca, al Pallars Jussà, en territori que havia estat del poble d'Herba-savina.
Està situat a tocar i a llevant del cim de la Cogulla, al vessant est del Serrat de l'Agranador i a ponent del Planell del Grau. En aquest paratge hi ha la surgència d'aigua dels Tolls del Marrueco.